# KAELA
KAELA同名專輯，為木村KAELA歌手出道後的首張專輯，於2004年12月8日由哥倫比亞音樂發行。

## 解説
- 單曲「Happiness!!!」「Level42」及其C/W曲全曲收錄。
- 「You know you love me？」和「Because」是以獨立樂團「animo」活動時的曲子。
- 初回限定盤附DVD，內容收錄2支單曲的PV，及「Happiness!!!」幕後PV拍攝影像。
- 在2005年2月23日發行此專輯的樂譜。
- 台灣於2005年4月8日由風雲唱片代理發行台壓。

## 曲目
1. untie (album take)
2. You know you love me？
3. 那時候
4. happiness!!!
5. INVENTOR
6. D.T.S.
7. Level42 (album take)
8. 誰
9. Because
10. weak
11. What ever are you looking for？ (album take)
12. sola